# 黄蜀芹
黄蜀芹（1939年9月9日—2022年4月21日），女，原籍广东番禺，生于上海，中国第四代电影导演。代表作有《围城》、《人·鬼·情》、《上海沧桑》等。

## 生平
原籍广东番禺，1939年9月9日生于天津。次年來到上海。1959年，黄蜀芹考入北京电影学院导演系。1964年進入上海电影制片厂工作。她跟随谢晋擔任《啊！摇篮》和《天云山传奇》副导演。
1987年导演的影片《人·鬼·情》，于1988年获第八届中国电影金鸡奖最佳编剧奖，第五届巴西利亚国际影视录像节电影大奖——金鸟奖；1989年获法国第十一届克雷黛国际妇女节公众大奖，第五届里约国际电影节最佳影片大奖，获第十一届巴黎克莱代尔国际妇女电影节大奖；1992年获第七届美国圣巴巴拉国际电影节最佳导演奖，第十一届妇女导演电影节公众大奖。被誉为“中国第一部女性电影”。
2022年4月21日于上海去世。

## 导演作品

### 电影
- 《当代人》
- 《青春万岁》
- 《童年的朋友》
- 《超国界行动》
- 《人·鬼·情》
- 《画魂》

### 电视剧
- 《围城》
- 《孽债》
- 《承诺》
- 《上海沧桑》
- 《啼笑因缘》

## 奖项
| 年份 | 机构                                     | 奖项               | 作品       | 获奖情况 |
| ---- | ---------------------------------------- | ------------------ | ---------- | -------- |
| 1984 | 苏联国际电影节                           | Honourable Mention | 青春万岁   | 獲獎     |
| 1985 | 华表奖                                   | 优秀电影           | 童年的朋友 | 獲獎     |
| 1988 | 第5届里约热内卢电影节                    | 最佳电影           | 人·鬼·情   | 提名     |
| 1988 | 第8届中国电影金鸡奖                      | 最佳导演           | 人·鬼·情   | 提名     |
| 1988 | 第8届中国电影金鸡奖                      | 最佳编剧           | 人·鬼·情   | 獲獎     |
| 1989 | Fifth Film and Video Festival            | Top Prize          | 人·鬼·情   | 獲獎     |
| 1991 | 第11届 中国电视剧飞天奖                  | 优秀长篇电视剧     | 围城       | 獲獎     |
| 1991 | 第11届 中国电视剧飞天奖                  | 优秀导演           | 围城       | 獲獎     |
| 1991 | 第9届 中国电视金鹰奖                     | 最佳电视剧         | 围城       | 獲獎     |
| 1992 | 第7届 圣塔芭芭拉国际电影节               | 最佳电影           | 人·鬼·情   | 獲獎     |
| 1995 | 第15届 中国电视剧飞天奖                  | 优秀长篇电视剧     | 孽债       | 提名     |
| 1997 | 第17届 中国电影金鸡奖                    | 最佳儿童片         | 我也有爸爸 | 獲獎     |
| 1997 | 第17届 中国电影金鸡奖                    | 最佳电影           | 我也有爸爸 | 提名     |
| 2016 | 第7届 中国电影导演协会2015年度表彰       | 年度杰出贡献导演   |            | 獲獎     |
| 未知 | The First International TV Show Festival | 金熊奖             | 围城       | 獲獎     |

## 家庭
黄蜀芹的父亲是戏剧大师黄佐临，母亲是丹尼（原名金韵之）。丈夫郑长符，儿子是导演郑大圣。